# غربة تحت الصفر
غربة تحت الصفر، مجموعة نصوص في أدب الرحلات من مؤلفات الشاعرة والكاتبة العربية السورية غادة السمان، صدرت في عام 1986، عن منشورات غادة السمان في بيروت، لبنان.